# Kenwa Mabuni
Kenwa Mabuni (jap. 摩文仁賢和 Mabuni Kenwa; ur. na Okinawie 14 listopada 1889, zm. 23 maja 1952) – mistrz karate, twórca stylu shitō-ryū.

## Życiorys
Kenwa Mabuni urodził się w szanowanym klanie szlacheckim Ka. Podobno jego przodkiem (17 pokoleń wcześniej) był półlegendarny wojownik Kenio Oshiro – założyciel klanu Ka. Od tamtej pory męskim potomkom nadawano imiona zawierające ideogram „ken”. Praktykę rozpoczął w wieku 13 lat w Shuri u mistrza Ankō Itosu i przez 5 lat poznawał dojrzałą formę stylu shorin-ryu. Następnie, od ok. 1908 r. w Naha uczył się stylu shorei-ryu od drugiego wielkiego mistrza – Kanryō Higashionna (wymowa okinawska - Higaonna) oraz władania długim kijem (bo-jutsu) i trójzębem (sai) od mistrzów Aragaki, Tawada, Soeishi. Zainteresowany chińskim rodowodem karate poznał także styl białego żurawia dzięki lekcjom Woo Yin Gue (zwanego Go Kenki). W 1925 r. Mabuni zrezygnował z zawodu policjanta (który wykonywał 10 lat) i całkowicie poświęcił się karate. Nauczał w Szkole Rybackiej, Seminarium Nauczycielskim, Akademii Policyjnej,  wreszcie otworzył własne dojo „Okinawa Karate-do”. W 1927 r. poznał słynnego Jigoro Kano – twórcę judo – który zachęcał go do popularyzowania karate. W 1929 r. Mabuni postanowił na stałe przeprowadzić się do Osaki (wielki port na wyspie Honsiu), gdzie na kilku uczelniach i w policji zaczął nauczać karate. Dojo Kenwy Mabuniego w Osace nosiło nazwę Yōshūkan: (jap. „szkoła wznoszenia się ponad siebie”).   Nazwę tę zmienił w 1930 r. na shitō-ryū, co stanowiło uhonorowanie mistrzów Itosu i Higashionna. Pierwszy znak nazwiska Itosu (ito) można przeczytać także – "shi", a pierwszy znak nazwiska Higashionna – (Higashi) może brzmieć "to". Ryu to – styl, szkoła. Pod tą nazwą – Shito-ryu Kenpo Karate-do styl Mabuniego został zarejestrowany w Butoku-kai (ówczesnej Federacji Sztuk Walki) w 1939 roku.
Jednocześnie Kenwa Mabuni starał się położyć fundamenty pod organizacyjny rozwój karate-do oraz swojego stylu. Jako pierwszy spośród mistrzów spisał techniki i koncepcje treningowe w swoistym „podręczniku”. W 1931 r. stworzył organizację Dai-Nihon Karate-do Kai (Ogólnojapońska Federacja Karate-do), później przekształconą w Nihon Karate-do Kai, a następnie w Nihon Karate-do Shito-kai. Kenwa Mabuni szczególnie przyjaźnił się z twórcą gōjū-ryū Chōjunem Miyagi oraz shindo-jinen-ryu Yasuhiro Konishi. Był, podobnie jak Gichin Funakoshi, zwolennikiem popularyzacji karate.
Sukcesorami Kenwy Mabuniego byli jego najbardziej zaawansowani uczniowie (Manzo Iwata, Ryusho Sakagami, Chojiro Tani) oraz jego synowie: starszy Kenei i młodszy Kenzo. Manzo Iwata (1924–1993) i Kenei Mabuni (1918–2015) przejęli po założycielu stylu istniejącą do dziś organizację Shito-kai. Aktualnym sandaime (trzeciej generacji)  sōke stylu shitō-ryū jest syn Keneia – Kenyu Mabuni (ur. 1951). Uroczystość nadania tytułu odbyła się w Osace, w lutym 2016 r.